# Parafia Matki Bożej Częstochowskiej w Lubinie
Parafia Matki Bożej Częstochowskiej w Lubinie – rzymskokatolicka parafia znajdująca się w centrum Lubina, należąca do diecezji legnickiej. Została erygowana 11 kwietnia 1972 roku dekretem abp. Bolesława Kominka. Pracują w niej salezjanie.

## Proboszczowie
- 1972–1978 – ks. Andrzej Reca[1]
- 1978–1988 – ks. Kazimierz Parciak[1]
- 1988–1994 – ks. Jan Pryputniewicz[1]
- 1994–2003 – ks. Kazimierz Pracownik[1]
- 2003–2012 – ks. Franciszek Steblecki[1]
- 2012–2022 – ks. Paweł Bujak[1]
- od 2022 – ks. Wojciech Skowron